# Gleichnis vom Licht unter dem Scheffel

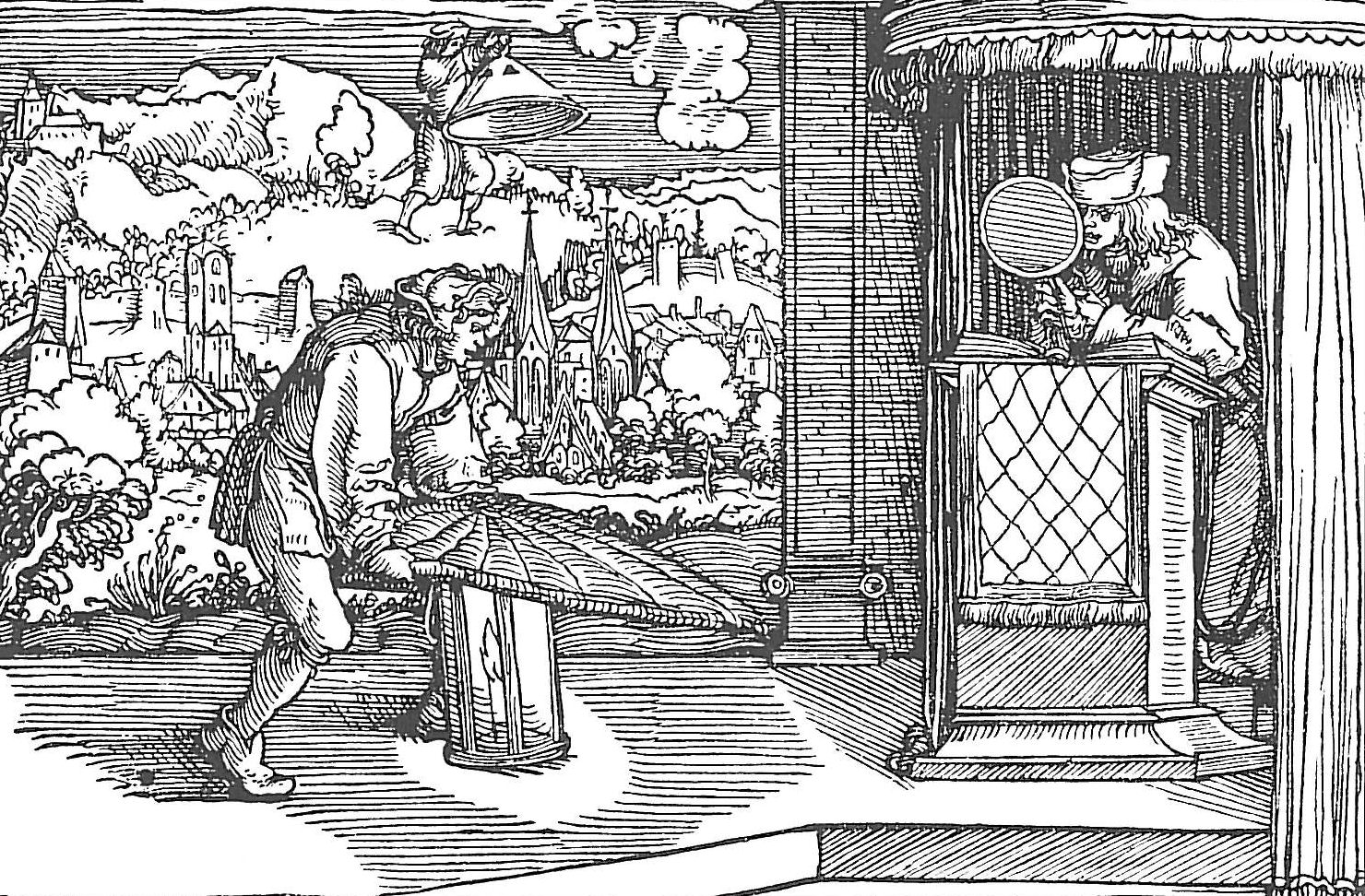
Das Licht unter dem Scheffel. Holzschnitt, Petrarcameister 1532

Das von Jesus von Nazaret erzählte Gleichnis vom Licht unter dem Scheffel oder auch Vom rechten Hören hat als Thema, den eigenen christlichen Glauben zu zeigen und ihn nicht vor anderen zu verstecken. Es wird in den Evangelien im Neuen Testament der Bibel durch das Evangelium nach Matthäus (Mt 5,14–15 ), wo es an das Gleichnis vom Salz der Erde anschließt; das Evangelium nach Markus (Mk 4,21–25 ) sowie durch das Evangelium nach Lukas (Lk 8,16–18 ) überliefert.

## Inhalt
Jesus spricht das Gleichnis zu seinen Jüngern und sagt ihnen, dass sie das Licht der Welt seien. Sie sollten ihr Licht vor den Leuten leuchten lassen, damit diese ihre guten Werke sähen und den himmlischen Vater priesen. Denn ein Licht zünde man schließlich nicht an, um es unter einen Scheffel zu stellen, sondern auf einen Leuchter, damit es allen Menschen im Haus leuchte.

## Deutung
Das Wort Scheffel der Lutherbibel und anderer älterer deutscher Bibelübersetzungen übersetzt ein zu biblischen Zeiten gebräuchliches Hohlmaß, einen Modius und damit ein Gefäß einer bestimmten Größe. Dieses Gefäß würde das Licht verdecken oder sogar ersticken. Das Licht steht dabei für den eigenen Glauben. Die Bewohner des Hauses stehen für die Menschen der Welt. Lässt man sein Licht also scheinen, bezeugt man seinen Glauben vor anderen und lässt sie so auch Zugang zu den christlichen Lehren haben. Jesus rät also sozusagen von falscher Bescheidenheit bezüglich des eigenen Glaubensbekenntnisses ab.

## Außerbiblische Parallelen
Eine vergleichbare und sehr ähnliche Version des Gleichnisses findet sich im apokryphen Thomasevangelium in Logion 33.

## Wirkung
Die Redewendung „sein Licht unter den Scheffel stellen“ leitet sich von diesem Gleichnis ab und bedeutet, seine Fähigkeiten nicht einzusetzen, sie sogar zu verbergen.
Das Wort „Scheffel“ ist mit der Sache im Deutschen außer Gebrauch gekommen. Modernere Bibelübersetzungen setzen daher an dieser Stelle Begriffe wie „Gefäß“ (Einheitsübersetzung), „Topf“ (Gute Nachricht Bibel) oder „Krug“ (Bibel in gerechter Sprache). Eine unerwartete Rezeption erfuhr das Gleichnis durch die Kritiker der Lutherbibel in der Revision von 1975, die sich ihrer Ansicht nach zugunsten einer moderneren Sprache zu sehr von gewohnten Begriffen abwandte. Der Scheffel wurde hier durch „Eimer“ ersetzt, was der Revision den Spottnamen „Eimertestament“ einbrachte. Ersetzungen wie diese und viele andere in bekannten Texten führten dazu, dass die Bibel in dieser Fassung von der EKD schon 1977 zurückgezogen und erneut überarbeitet wurde.